# Sara Holmgaard
Sara Rosted Holmgaard (Ikast, 28 gennaio 1999) è una calciatrice danese, difensore dell'Everton e della nazionale danese.

## Biografia
È la sorella gemella di Karen Holmgaard, a sua volta calciatrice.

## Carriera

### Nazionale
Convocata dal commissario tecnico Lars Søndergaard nella nazionale maggiore, viene inserita in rosa con la squadra che affronta l'edizione 2019 dell'Algarve Cup dove fa il suo debutto e scende in campo in tutte le quattro partite giocate dalla sua nazionale che in quell'occasione conquista il suo quinto trofeo della manifestazione.
Nel 2022 è stata convocata dalla nazionale danese per gli Europei di categoria.
Trova la sua prima rete in nazionale il 12 luglio 2024, fissando il risultato sul 3-0 con il Belgio nel corso dell'incontro valido per la fase a gironi della Lega A nelle qualificazioni all'Europeo di Svizzera 2025.

## Statistiche

### Presenze e reti nei club
Statistiche aggiornate al 2 giugno 2025.
| Stagione                | Squadra                 | Campionato              | Campionato | Campionato | Coppe nazionali | Coppe nazionali | Coppe nazionali | Coppe internazionali | Coppe internazionali | Coppe internazionali | Altre coppe | Altre coppe | Altre coppe | Totale | Totale |
| Stagione                | Squadra                 | Comp                    | Pres       | Reti       | Comp            | Pres            | Reti            | Comp                 | Pres                 | Reti                 | Comp        | Pres        | Reti        | Pres   | Reti   |
| ----------------------- | ----------------------- | ----------------------- | ---------- | ---------- | --------------- | --------------- | --------------- | -------------------- | -------------------- | -------------------- | ----------- | ----------- | ----------- | ------ | ------ |
| 2017-2018               | Fortuna Hjørring        | E                       | 19         | 3          | CD              | ?               | ?               | UWCL                 | 1                    | 0                    | -           | -           | -           | 20+    | 3+     |
| 2018-2019               | Fortuna Hjørring        | E                       | 24         | 6          | CD              | ?               | ?               | UWCL                 | 2                    | 0                    | -           | -           | -           | 26+    | 6+     |
| 2019-2020               | Fortuna Hjørring        | E                       | 19         | 3          | CD              | ?               | ?               | UWCL                 | 4                    | 0                    | -           | -           | -           | 23+    | 3+     |
| giu.-dic. 2020          | Fortuna Hjørring        | E                       | 12         | 0          | CD              | ?               | ?               | UWCL                 | 2                    | 1                    | -           | -           | -           | 14+    | 1+     |
| gen.-giu. 2021          | Turbine Potsdam         | BL                      | 11         | 1          | CG              | 2               | 0               | -                    | -                    | -                    | -           | -           | -           | 13     | 1      |
| 2021-2022               | Turbine Potsdam         | BL                      | 19         | 0          | CG              | 4               | 0               | -                    | -                    | -                    | -           | -           | -           | 23     | 0      |
| Totale Turbine Potsdam  | Totale Turbine Potsdam  | Totale Turbine Potsdam  | 30         | 1          | -               | 6               | 0               | -                    | -                    | -                    | -           | -           | -           | 36     | 1      |
| giu.-dic. 2022          | Fortuna Hjørring        | E                       | 14         | 2          | CD              | ?               | ?               | UWCL                 | 2                    | 0                    | -           | -           | -           | 16+    | 2+     |
| Totale Fortuna Hjørring | Totale Fortuna Hjørring | Totale Fortuna Hjørring | 88         | 14         | -               | ?               | ?               | -                    | 11                   | 1                    | -           | -           | -           | 99+    | 15+    |
| gen.-giu. 2023          | Everton                 | WSL                     | 6          | 0          | CI              | 1               | 0               | -                    | -                    | -                    | WLC         | -           | -           | 7      | 0      |
| 2023-2024               | Everton                 | WSL                     | 12         | 2          | CI              | 1               | 0               | -                    | -                    | -                    | WLC         | 2           | 0           | 15     | 2      |
| 2024-2025               | Everton                 | WSL                     | 19         | 3          | CI              | 2               | 1               | -                    | -                    | -                    | WLC         | 2           | 0           | 23     | 4      |
| Totale Everton          | Totale Everton          | Totale Everton          | 37         | 5          | -               | 4               | 1               | -                    | -                    | -                    | -           | 4           | 0           | 45     | 6      |
| Totale carriera         | Totale carriera         | Totale carriera         | 155        | 20         | -               | 10+             | 1+              | -                    | 8                    | 0                    | -           | 4           | 0           | 177+   | 21+    |

## Palmarès

### Club
- Campionato danese: 2

Fortuna Hjørring: 2017-2018, 2019-2020
- Coppa di Danimarca: 1

Fortuna Hjørring: 2018-2019